# Sholapur
Pronunciação
Sholapur é uma cidade do estado de Maharashtra, na Índia. Localiza-se no sudoeste do país. Tem cerca de 925 mil habitantes. Foi controlada pelo império mogol de 1668 a 1795.